# Thyreus hohmanni
Thyreus hohmanni är en biart som beskrevs av Schwarz 1993. Thyreus hohmanni ingår i släktet Thyreus och familjen långtungebin. Inga underarter finns listade i Catalogue of Life.
Arten förekommer på Kanarieöarna som tillhör Spanien. Habitatet utgörs antagligen av buskskogar. Exemplaren besöker bland annat korgblommiga växter, strävbladiga växter och triftväxter.
Det är inget känt om populationens storlek och möjliga hot. IUCN listar arten med kunskapsbrist (DD).